# Antoniew (gmina Nowa Sucha)
Antoniew – wieś w Polsce położona w województwie mazowieckim, w powiecie sochaczewskim, w gminie Nowa Sucha. Ma status sołectwa. Leży nad rzeką Bzurą.
Antoniewskie dobra Rzewuskiej Konstancji zostały w sekwestr zajęte przez jenerała Ksawerego Dąbrowskiego na mocy rozkazu feldmarszałka armji czynnej Paskiewicza - Erywańskiego w październiku roku 1831.
Pod rozbiorami w gminie Nowa Sucha
W latach 1975–1998 miejscowość należała administracyjnie do województwa skierniewickiego.